# Lopidea media
Lopidea media är en insektsart som först beskrevs av Thomas Say 1832.  Lopidea media ingår i släktet Lopidea och familjen ängsskinnbaggar. Inga underarter finns listade i Catalogue of Life.